# Ensemble Oberallershausen

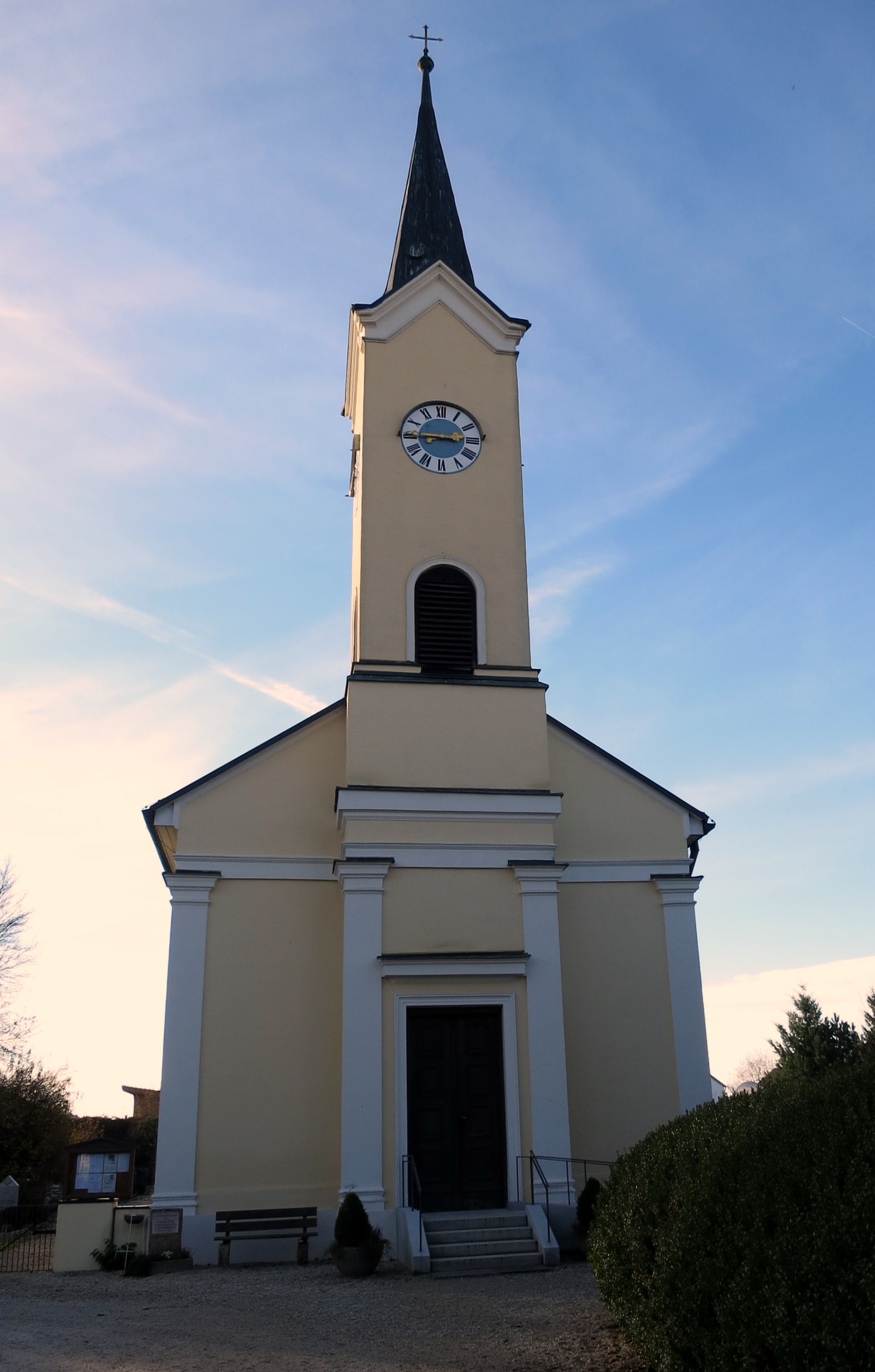
Evangelische Pfarrkirche Oberallershausen

Das ehemalige Ensemble Oberallershausen in Allershausen, einer Gemeinde im Landkreis Freising in Oberbayern, war der Mittelpunkt der 1820 begründeten dörflichen Neusiedlung Oberallershausen. Es war denkmalgeschützt, da es ein historisches Zeugnis ersten Ranges dafür ist, wie die Protestanten im neuen Staatsbayern des 19. Jahrhunderts Fuß fassten.

## Geschichte
Durch die bayerische Verfassung von 1818 und das gleichzeitige Religionsedikt war es möglich geworden, dass sich im neuen – um Franken und Schwaben erweiterten – Staatsbayern und damit auch im rein katholischen Bezirk von Freising Evangelische niederlassen durften. Zwischen 1820 und 1833 machten insgesamt 67 protestantische Familien aus der Pfalz von der Möglichkeit Gebrauch.
Im Jahr 1834 wurde die evangelische Kirchgemeinde Oberallershausen gegründet und damit der endgültige Mittelpunkt für die Pfälzer geschaffen. Am 7. Mai 1837 fand dort die Einweihung der evangelischen Pfarrkirche statt. Sie zählt damit zu den ältesten evangelischen Kirchbauten im ehemals rein katholischen Altbayern.

## Probleme im Zusammenleben von Evangelischen und Reformierten
Gerade auch in Oberallershausen führten die beiden evangelischen Traditionen der Reformierten und der Evangelisch-Lutherischen bis zum Ende des Zweiten Weltkrieges immer wieder zu Auseinandersetzungen. Während nämlich die Reformierten normales und damit gesäuertes Brot verwendeten, wurde den Lutheranern wie in der katholischen Kirche (ungesäuerte) Hostien gereicht. In
Oberallershausen gingen „noch im Jahre 1914 173 Personen nach reformiertem Brauch und nur 78 nach lutherischem Brauch zum Abendmahl“. Die unterschiedliche Form des Abendmahls blieb bis 1947 bestehen, als angeordnet wurde, „dass in Oberallershausen auch in Zukunft das Abendmahl nur nach lutherischer Weise gefeiert wird“.

## Beschreibung
Protestantische Pfälzer Siedler wurden vom bayerischen König Maximilian I., meist zur Kultivierung von Moorboden, in diesen Landesteil gerufen. Sie rechneten sich im siedlungsärmeren oberbayrischen Raum bessere Lebenschancen aus und verkauften ihre Pfälzer Besitzungen, um im katholischen Teil Bayerns einen Neuanfang zu wagen. Der König Max ja auch ein Pfälzer und unterstützte ihre Bestrebungen.
Das Bauensemble umfasst in der Johannes-Dannheimer-Straße eine zugeordnete Gruppe von drei Bauten:
- die evangelisch-lutherische Pfarrkirche am westlichen Endpunkt der Gasse, einem Saalbau mit geradem Chorschluss und Fassadenturm in klassizistischer Bauweise, 1835 bis 1837 erbaut nach Plänen von Daniel Ohlmüller,
- das Pfarrhaus, erbaut 1835
- und das ehemalige Schulhaus (um 1835), zugleich Eckbau zur Hauptstraße des Dorfes, der Albert-Schweitzer-Straße.

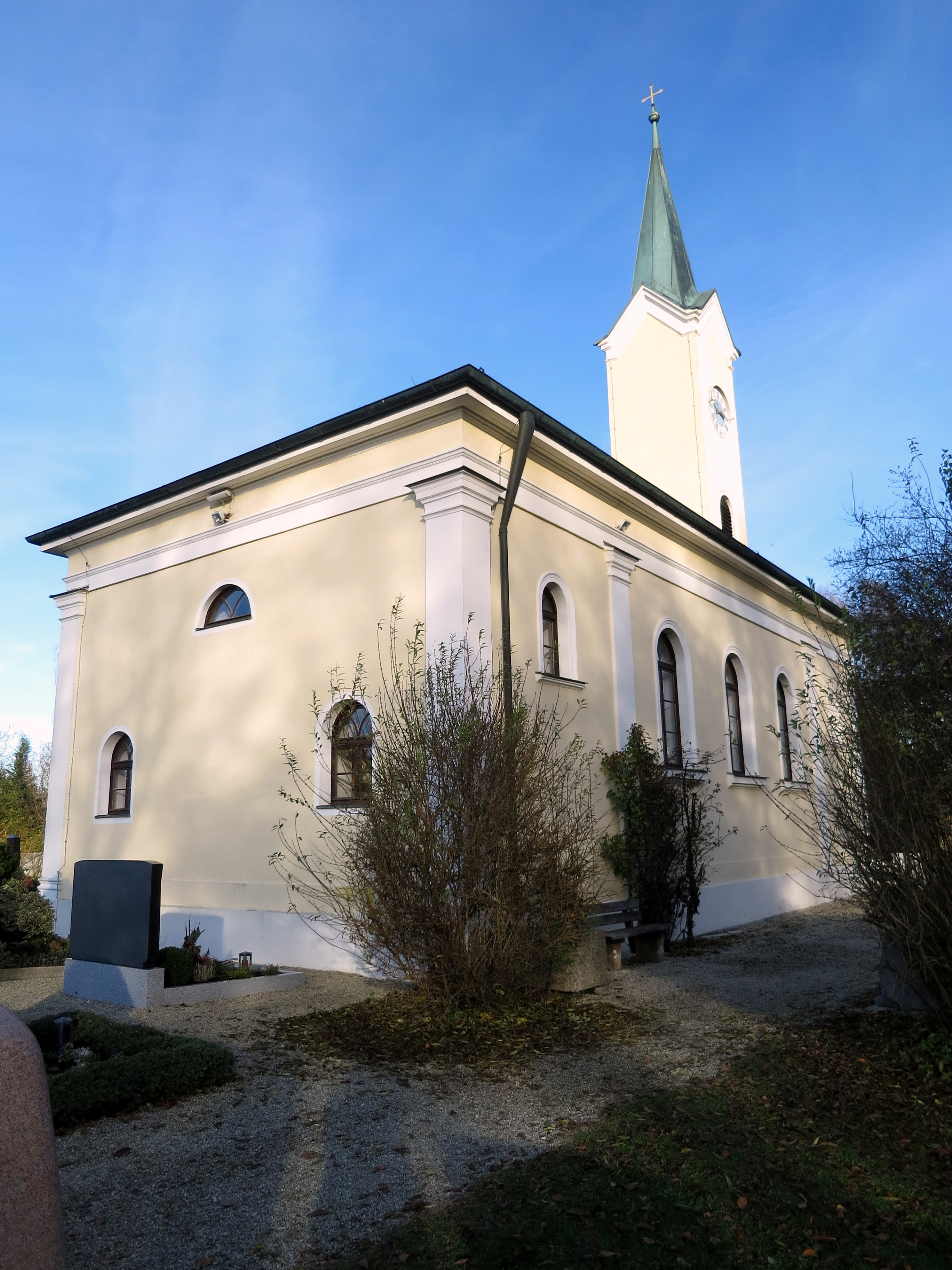
Die Pfarrkirche
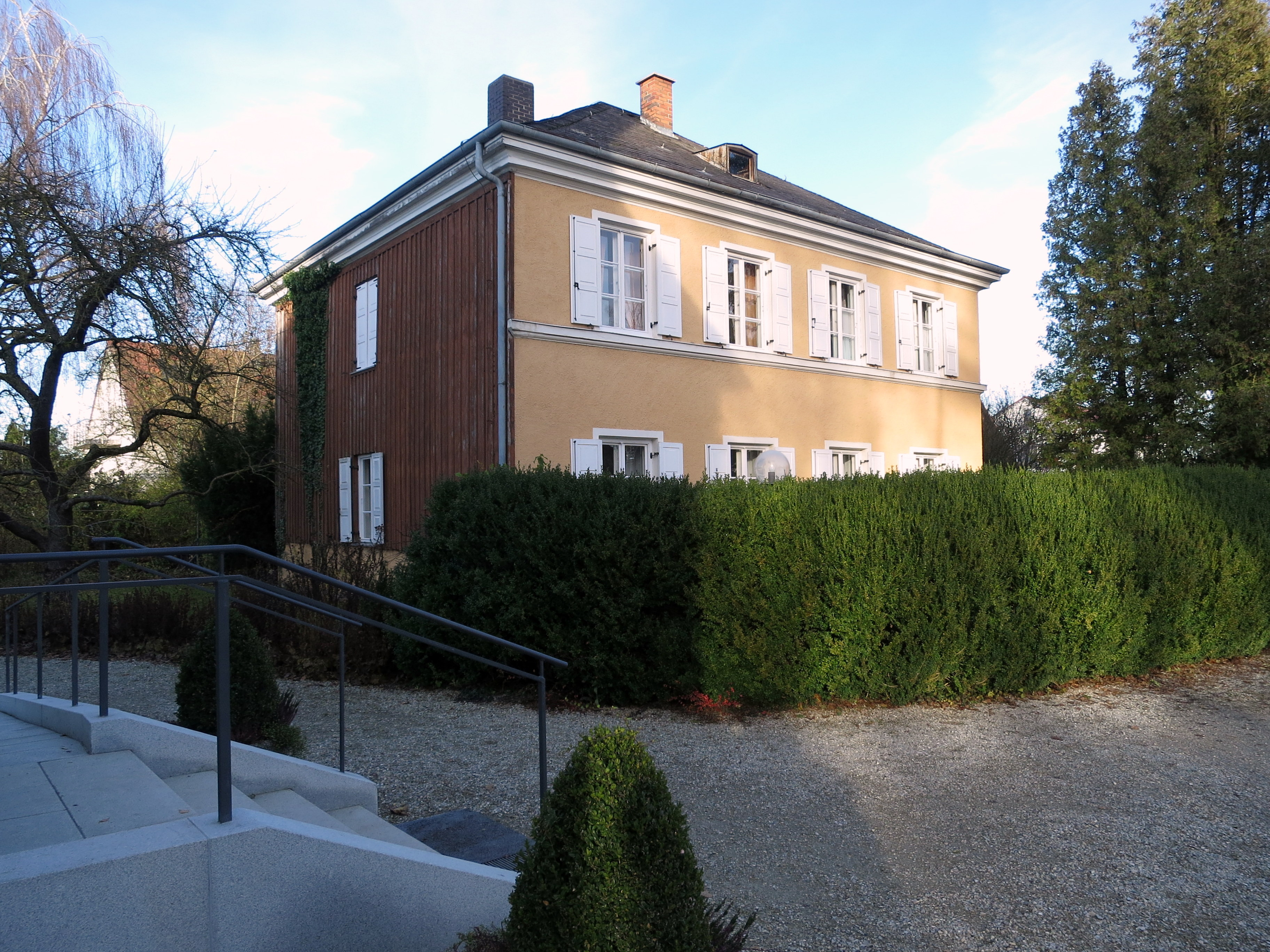
Das Pfarrhaus
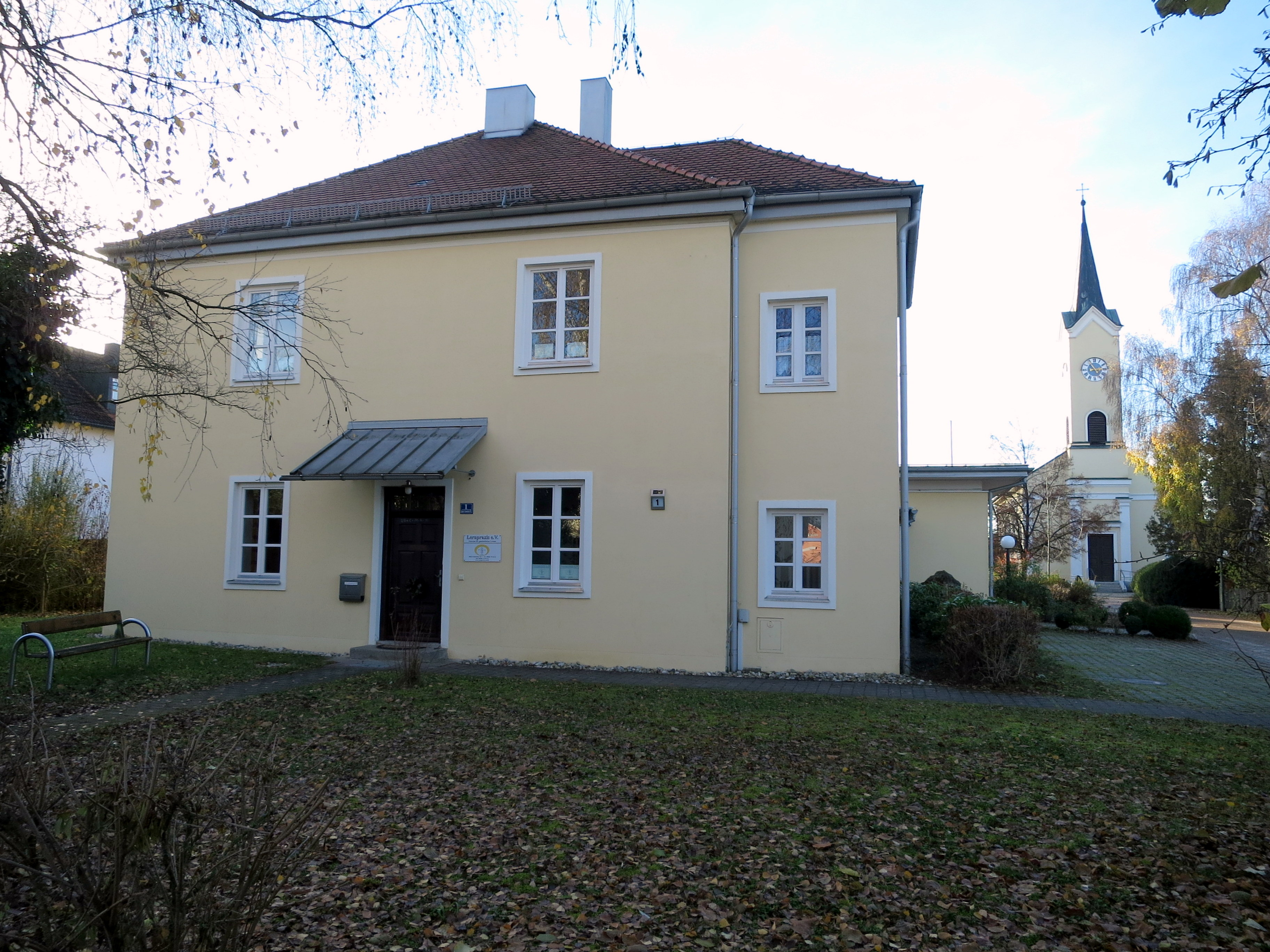
Das ehemalige protestantische Schulhaus, jetzt Gemeindehaus
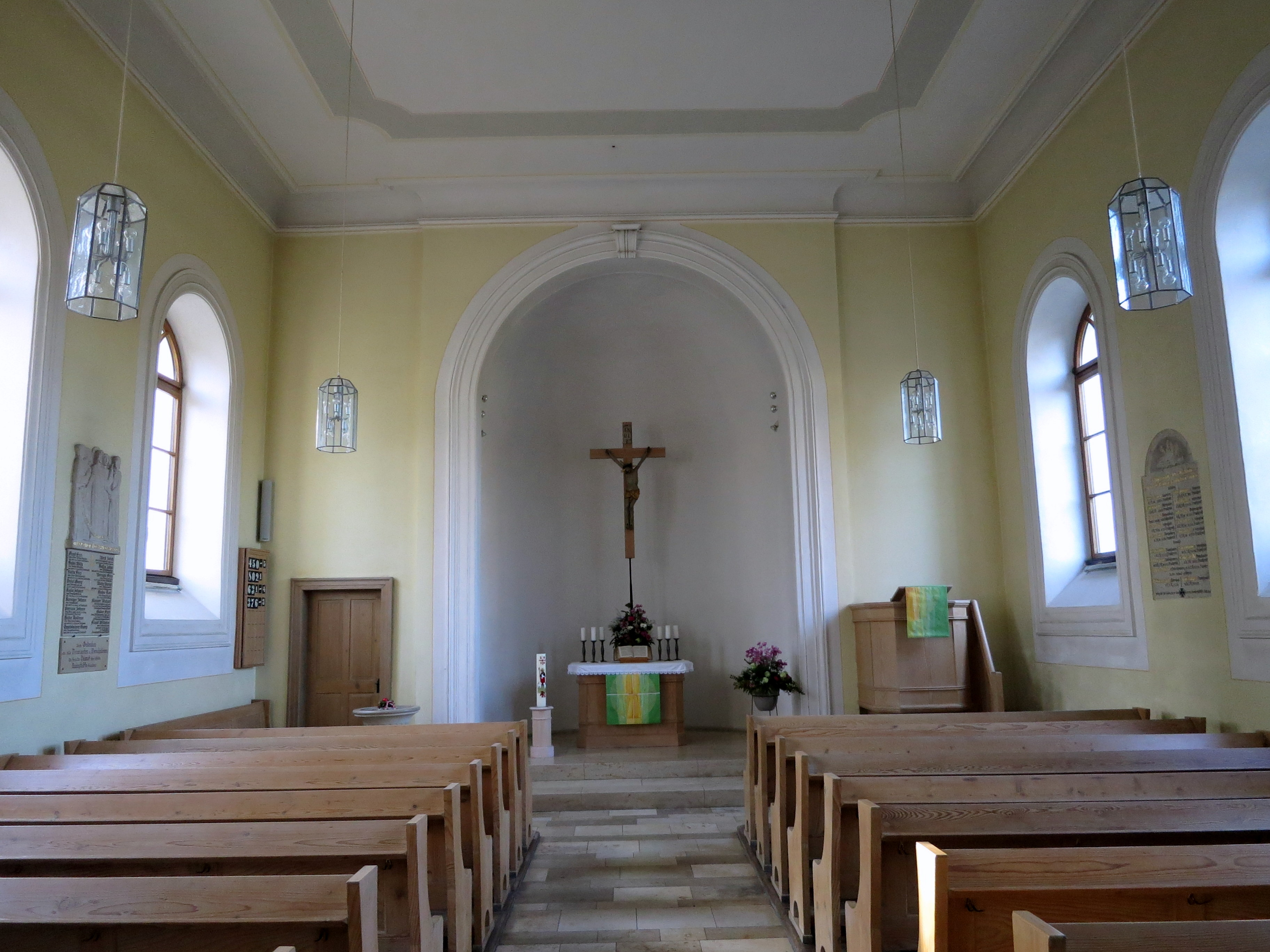
Der schmucklose Innenraum der Kirche
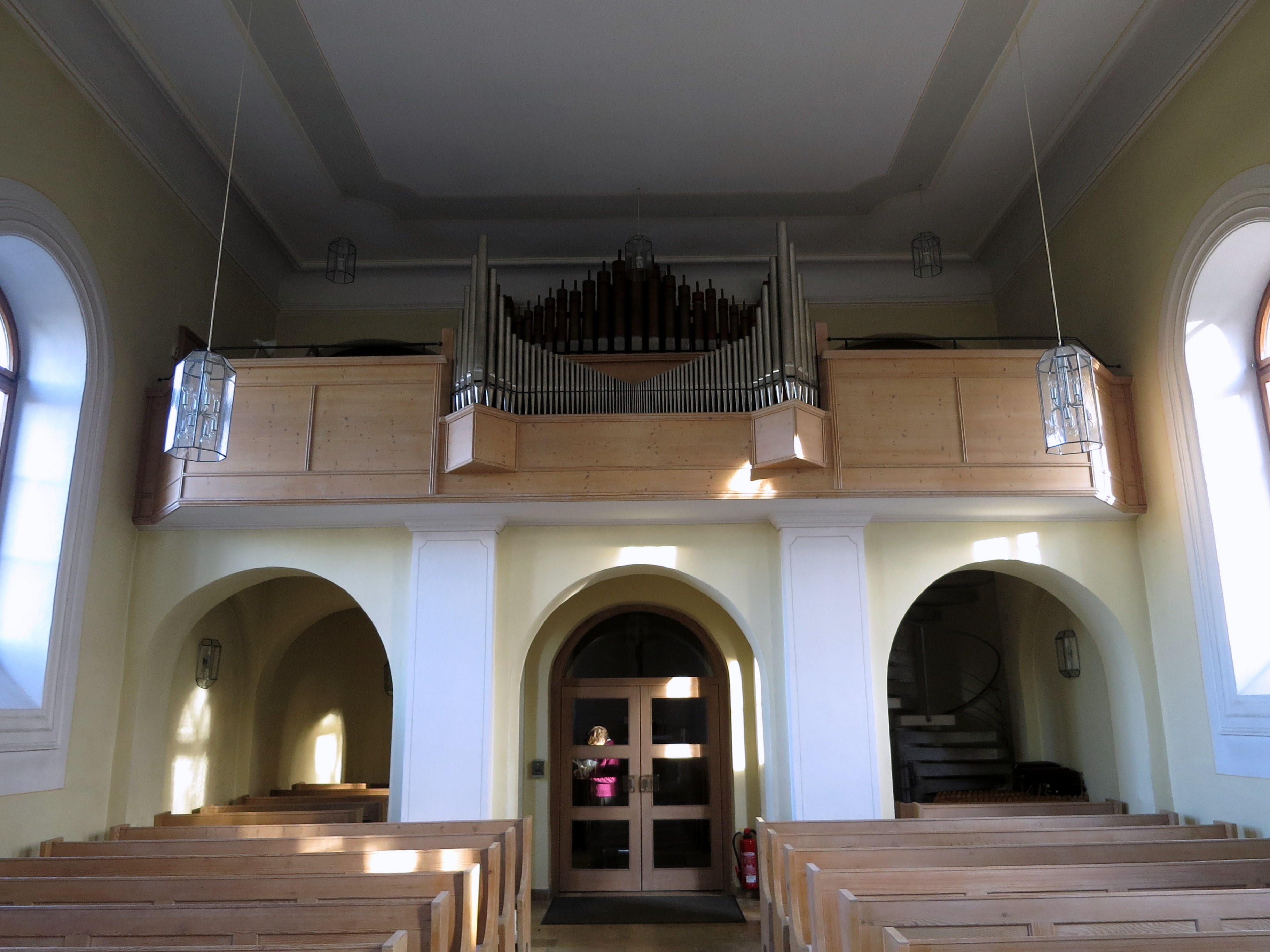
Auch die Empore ist schlicht gehalten
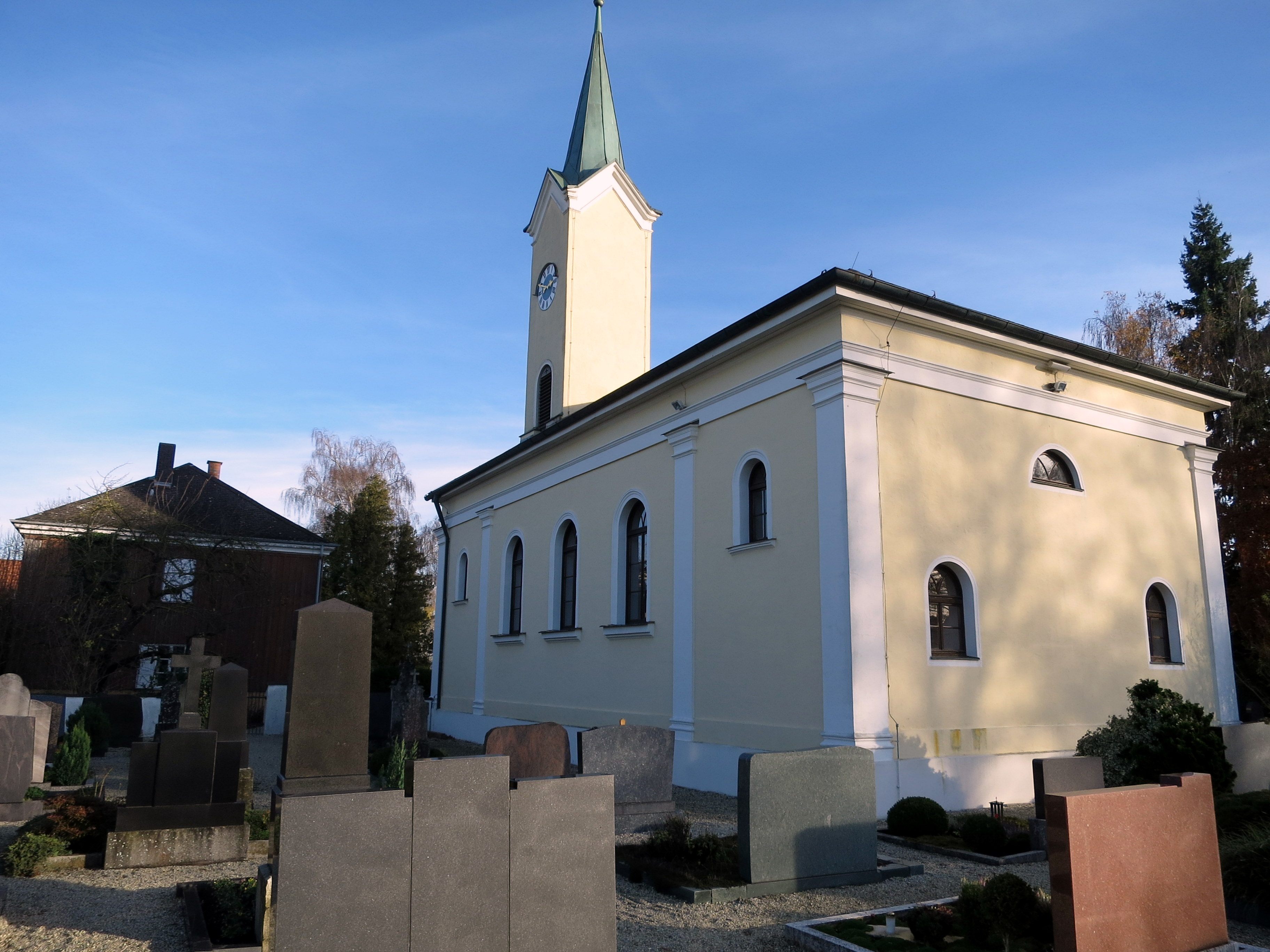
Der Friedhof, mit Blick auf die Rückseite von Kirche und Pfarrhaus

Das Pfarrhaus und das Schulhaus sind Walmdachbauten, sie werden von Gärten umgeben. Die Kirche besitzt einen von Bäumen bestandenen Vorplatz, seitlich schließt sich der ummauerte Friedhof an.
Laut Bayerischem Landesamt für Denkmalpflege werden im Charakter der Bauwerke die lutherische Konfession der Einwanderer, ihr sparsamer Kolonistengeist und der schlichte ländliche Klassizismus anschaulich.